# Замордеє
Замордеє (пол. Zamordeje, нім. Samordei) — село в Польщі, у гміні Руцяне-Нида Піського повіту Вармінсько-Мазурського воєводства.
Населення — 39 осіб (2011).
У 1975-1998 роках село належало до Сувальського воєводства.

## Демографія
Демографічна структура станом на 31 березня 2011 року:
|          | Загалом | Допрацездатний вік | Працездатний вік | Постпрацездатний вік |
| -------- | ------- | ------------------ | ---------------- | -------------------- |
| Чоловіки | 23      | 6                  | 15               | 2                    |
| Жінки    | 16      | 3                  | 10               | 3                    |
| Разом    | 39      | 9                  | 25               | 5                    |